# Musikdistribution
Musikdistribution är tekniska, ekonomiska och juridiska system för att förmedla musik till lyssnarna.
Levande musik är det ursprungliga sättet att distribuera musik. Notskrift utvecklades under medeltiden. Senare har fonogram, radio och musikvideor, fildelning och kommersiell nedladdning tillkommit.

## Rättigheter till musik
Musik är vanligen, likt andra verk, skyddad av upphovsrätt, som ger royalties till artister och låtskrivare. Äldre musik är fri från upphovsrätt; detta kallas public domain.